# Camptoscaphiella
Camptoscaphiella là một chi nhện trong họ Oonopidae.